# Колосовка (Овручский район)
Колосовка (укр. Колосівка) — село на Украине, находится в Овручском районе Житомирской области.
Код КОАТУУ — 1824286002. Население по переписи 2001 года составляет 141 человек. Почтовый индекс — 11116. Телефонный код — 4148. Занимает площадь 0,524 км².

## Адрес местного совета
11116, Житомирская область, Овручский р-н, с.Подрудье